# Țvetino, Pazardjik
Țvetino (în bulgară Цветино) este un sat în comuna Velingrad, regiunea Pazardjik,  Bulgaria. 

## Demografie
Componența etnică a satului Țvetino
     Bulgari (73,41%)
     Nicio identificare (0%)
     Altele (26,58%)
La recensământul din 2011, populația satului Țvetino era de 158 locuitori. Din punct de vedere etnic, majoritatea locuitorilor (73,41%) erau bulgari. Pentru 0% din locuitori nu este cunoscută apartenența etnică.